# Homo naledi
Homo naledi là một loài người cổ xưa được phát hiện vào năm 2013 trong hang động Rising Star thuộc khu khảo cổ Cái nôi của loài người, Nam Phi, có niên đại về thời Canh Tân giữa khoảng 335.000–236.000 năm trước. Khám phá ban đầu bao gồm 1.550 mẫu vật, đại diện cho 737 yếu tố xương cốt khác nhau của ít nhất 15 cá thể. Tuy số lượng mẫu được phát hiện rất cao, song vị trí của chủng người này trong chi Homo vẫn chưa sáng tỏ.
Ngoài những điểm tương đồng với nhiều chi Homo đương thời, họ còn lưu tồn một số đặc điểm từ tổ tiên Australopithecus và các chi Homo sơ khai (hiện tượng này còn có tên là tiến hóa khảm). Đặc điểm điển hình của họ là dung tích sọ nhỏ chỉ vào khoảng 465–610 cm3 so với 1.270–1.330 cm3 ở người hiện đại. Chiều cao trung bình của họ là 143,6 cm (4 ft 9 in); cân nặng trung bình là 39,7 kg (88 lb). Ước tính chỉ số hình thành não bộ ở người Naledi là 4,5 song giải phẫu não khá giống với người hiện đại, do đó, mức độ phức tạp tư duy của họ rất có thể ngang bằng người hiện đại. Khám phá về loài người não nhỏ sống cùng thời với các loài người não lớn đã khiến giới khoa học phải thay đổi quan niệm truyền thống rằng bộ não lớn đem lại lợi thế tiến hóa cao, và các đặc điểm trộn lẫn của chủng người mới này đã chỉ ra rằng chi Homo cũng rất đa dạng về mặt giải phẫu.
Giải phẫu học chỉ ra rằng H. naledi có khả năng di chuyển đường dài với sải chân và dáng đi giống người, song còn có thể di chuyển trên tán cây điêu luyện hơn các Homo khác. Ngoài ra xương của họ thích nghi tốt hơn cho hành vi leo trèo và sống trên cây hơn là chạy bền. Giải phẫu nha khoa cho thấy họ tiêu thụ thức ăn cứng phủ bởi nhiều hạt sạn như bụi hoặc đất. Mặc dù ta chưa tìm thấy bằng chứng về công cụ bằng đá hoặc bất kỳ dấu hiệu nào của văn hóa vật chất liên quan đến chủng người này, họ dường như đủ khéo léo để sản xuất và cầm nắm công cụ, và do vậy họ có khả năng chế tạo các kỹ nghệ thời kỳ đá giữa. Có giả thuyết cho rằng số di cốt trong hang động là bằng chứng của hành vi táng tục ở H. naledi, và rằng họ đã được đưa vào đó theo chủ đích.

## Phát hiện

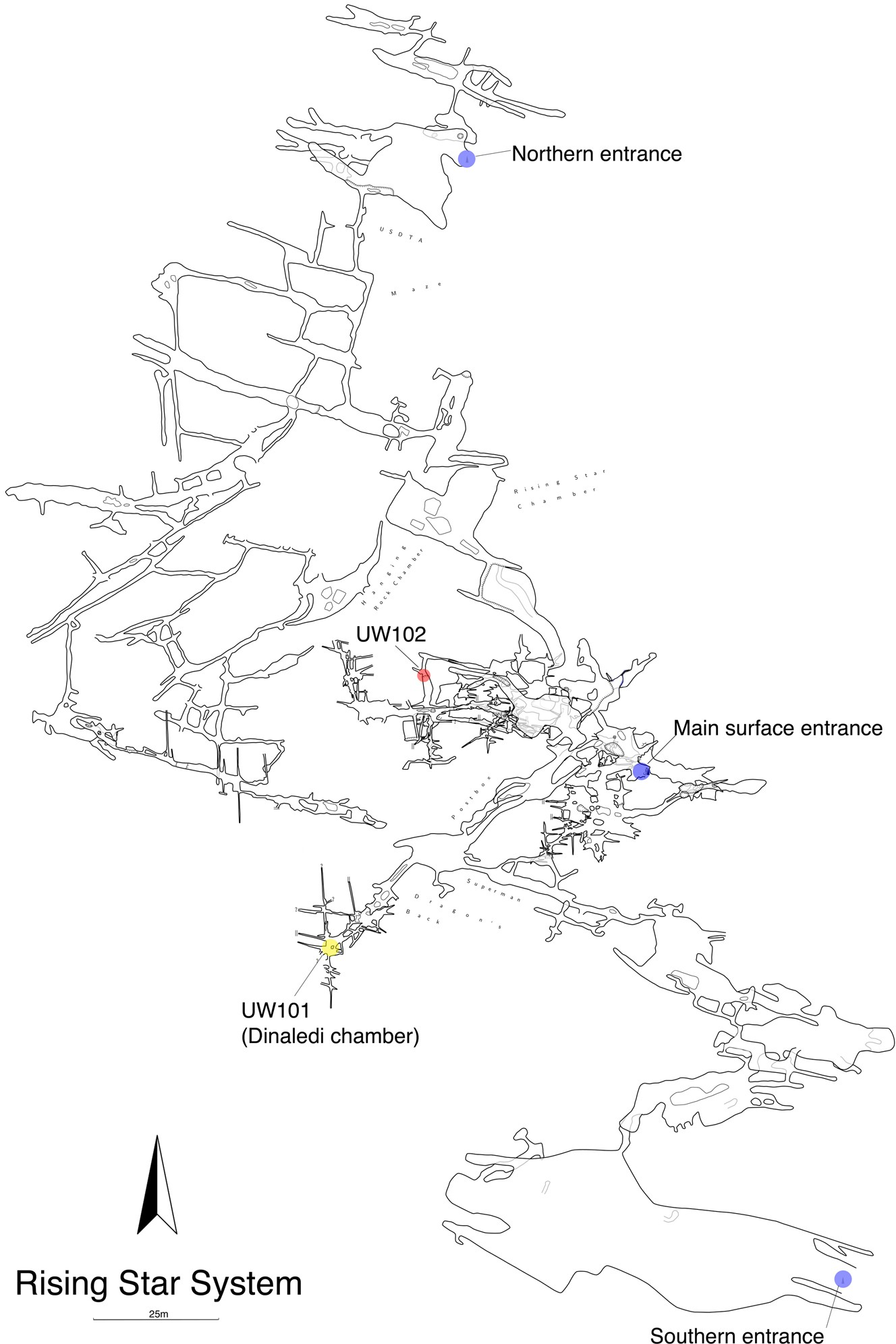
Bản đồ hang động Rising Star đánh dấu vị trí Buồng Dinaledi màu vàng và Buồng Lesedi màu đỏ

Ngày 13 tháng 9 năm 2013, trong quá trình khám phá hệ thống hang động Rising Star tại khu khảo cổ Cái nôi của nhân loại, hai nhà thám hiểm Rick Hunter và Steven Tucker đã phát hiện hóa thạch hominin ở dưới cùng của Buồng Dinaledi (Dinaledi Chamber). Vào ngày 24, họ quay trở lại hang để chụp hình, rồi tới ngày 1 tháng 10 gửi ảnh cho các nhà cổ sinh vật học Nam Phi là Pedro Boshoff và Lee Rogers Berger. Berger ngay lập tức tập hợp một đoàn khai quật bao gồm Hunter và Tucker, đặt biệt danh cho cả nhóm là "Những phi hành gia dưới lòng đất" (Underground Astronauts), rồi nhanh chóng quay lại hang động.
Buồng hang đã được khám phá ít nhất một lần kể từ những năm 1990. Những nhà thám hiểm hang trước đó đã làm xáo trộn một số xương cốt và có lẽ đã gây một số tổn hại đến chúng, song phần lớn sàn hang không có dấu vết đi lại trước năm 2013. Buồng Dinaledi nằm cách lối vào hang chính khoảng 80 m (260 ft), tọa lạc dưới chân một vách đá thẳng đứng cao 12 m (39 ft), với hành lang chính dài 10 m (33 ft) và rộng 25–50 cm (10 in–1 ft 8 in) ở điểm hẹp nhất. Tổng cộng, hơn 1.550 mảnh xương của ít nhất 15 cá thể (9 chưa trưởng thành và 6 trưởng thành) đã được thu thập từ lớp trầm tích giàu đất sét của căn buồng. Berger và các đồng nghiệp sau đó công bố thành quả nghiên cứu của mình vào năm 2015.
Những mảnh hóa thạch được thu lượm đại diện cho 737 yếu tố giải phẫu khác nhau – bao gồm mảnh hộp sọ, hàm, sườn, răng, chân tay và xương tai trong – từ đa dạng các độ tuổi như già, trưởng thành, chưa trưởng thành và sơ sinh. Ngoài ra một số yếu tố liền khớp hoặc gần như liền khớp vẫn còn được bảo quản trong tình trạng tốt, bao gồm một hộp sọ vẫn gắn với xương hàm, bên cạnh đó là một số mẫu bàn tay và bàn chân gần như hoàn chỉnh. Với số lượng cá thể lớn, đủ cả hai giới tính và đủ các lứa tuổi, đây được coi là bộ sưu tập hóa thạch hominin phong phú nhất từng được phát hiện tại châu Phi. Ngoài bộ sưu tập tại Sima de los Huesos và các mẫu người Neanderthal và người hiện đại muộn, đây có thể coi là bộ sưu tập toàn diện nhất về mặt giải phẫu, qua nhiều độ tuổi và từ nhiều cá thể, trong số các bản ghi hóa thạch hominin từ trước đến nay.
Mẫu định danh DH1 bao gồm một phần mái sọ, một phần hàm trên và xương hàm gần như hoàn chỉnh của một cá thể nam giới. Các cận mẫu, từ DH2 đến DH5, đều bao gồm các mảnh mái sọ. Berger và đồng nghiệp đặt danh pháp mới cho loài này là Homo naledi, sở dĩ vì nadeli trong tiếng Sotho nghĩa là "ngôi sao" và nơi khai quật có tên là Hang Rising Star (Hang Sao Mọc).
John Hawks và các đồng nghiệp báo cáo thêm di cốt của ít nhất 3 cá thể (2 người lớn và 1 trẻ em) tại Buồng Lesedi trong cùng hang động vào năm 2017.

## Phân loại
Năm 2017, các nhà khoa học định tuổi ba cái răng di cốt bằng phương pháp cộng hưởng spin điện tử (ESR) và phân rã uranium-thorium (U-Th); bên cạnh đó cũng định tuổi lớp trầm tích quanh nơi hài cốt nguyên trạng được tìm thấy bằng phương pháp U-Th và cổ địa từ; kết quả là chủng người nadeli được cho là đã sống cách đây 335.000–236.000 năm trong thế Canh Tân trung. Giới chuyên gia trước đó cho rằng các hài cốt kia có niên đại 1~2 triệu năm, bởi vì không ai ngờ rằng lại tồn tại một loài hominin não nhỏ ở châu Phi với niên đại gần hiện tại như vậy. Phát hiện này đã khiến giới cổ nhân học phải chỉnh đốn quan điểm trước đây về sự tiến hóa loài người rằng một bộ não lớn nhất thiết phải có một lợi thế tiến hóa. Giải phẫu hỗn độn của chủng người này đã mở rộng đáng kể hình thái khả dĩ ở chi Homo.
H. naledi được cho là đã rẽ nhánh rất sớm khỏi các dòng Homo cùng thời. Tuy nhiên, vẫn chưa rõ thời điểm phân tách của họ có trùng với các nhánh H. habilis, H. rudolfensis, và A. sediba hay không; những chủng người mà thuộc nhóm phân loại chị em của H. erectus và các Homo não lớn cùng thời; hoặc, cũng có thể, họ là nhóm phân loại chị em so với các hậu duệ của H. heidelbergensis (tổ tiên chung cuối cùng của người hiện đại và người Neanderthal). Nếu đúng, điều này có nghĩa là H. naledi đã tách khỏi dòng Homo bấy giờ muộn nhất vào khoảng 900.000 năm trước, và sớm nhất vào khoảng thế Thượng Tân. Cũng có khả năng tổ tiên của họ phát sinh sau một sự kiện giao phối giữa Homo và các australopithecine hậu kỳ. Cấu trúc hộp sọ của H. naledi rất giống với sọ của H. erectus.
Không rõ những cá thể H. naledi được tìm thấy tại buồng Naledi là một quần thể sống biệt lập nội khu Cái nôi của loài người hay là một phần của cụm quần thể sống rải rác khắp châu Phi. Nếu phạm vi sinh sống của họ thật sự lớn như vậy, thì một số hóa thạch hominin mảnh khảnh ở châu Phi, trước đây được cho là H. erectus hậu kỳ, nhiều khả năng là các mẫu vật đại diện cho H. naledi.

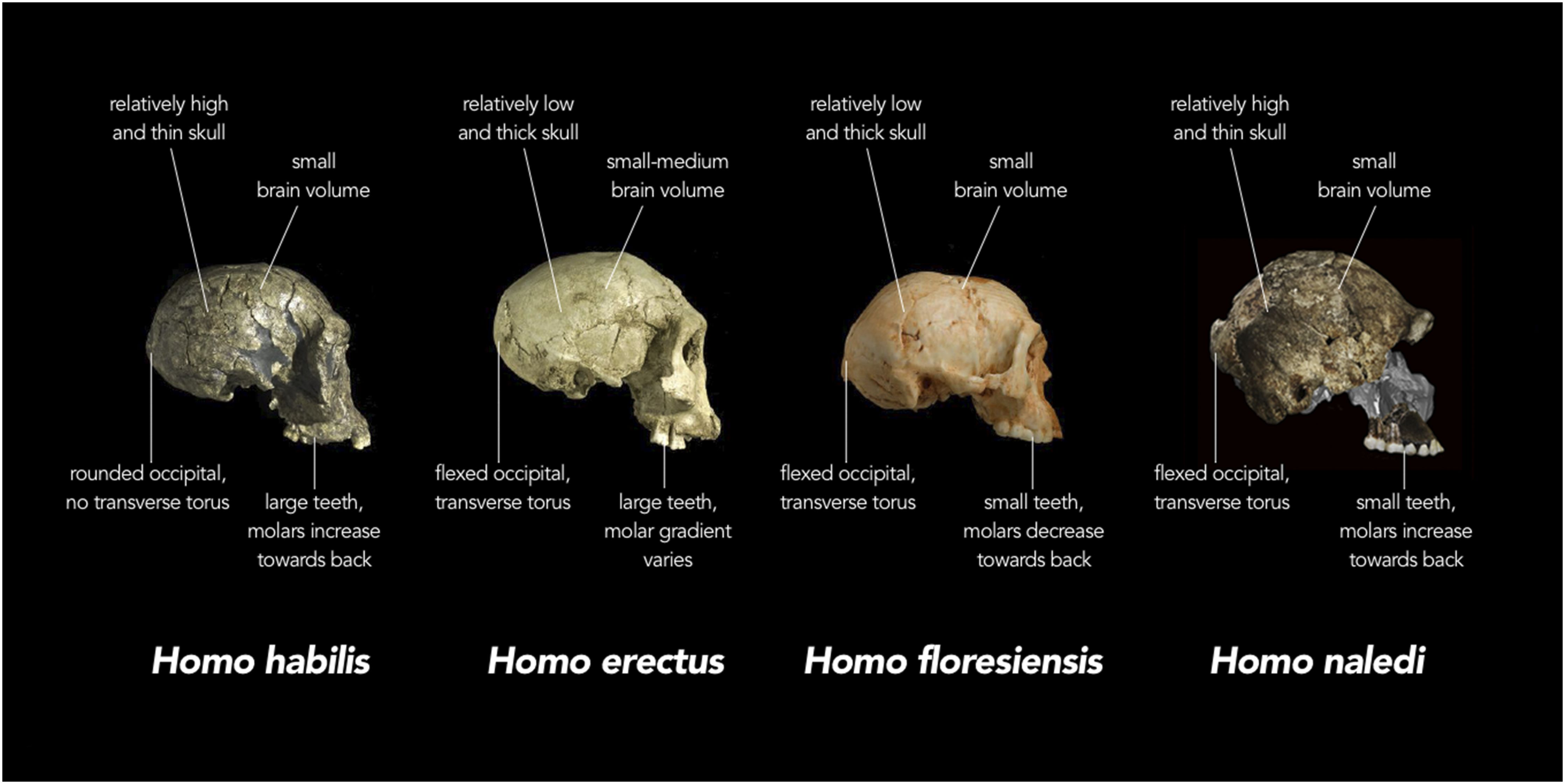
So sánh hộp sọ H. naledi với những loài Homo não nhỏ khác: H. habilis, H. erectus georgicus, và H. floresiensis.

## Giải phẫu

### Hộp sọ

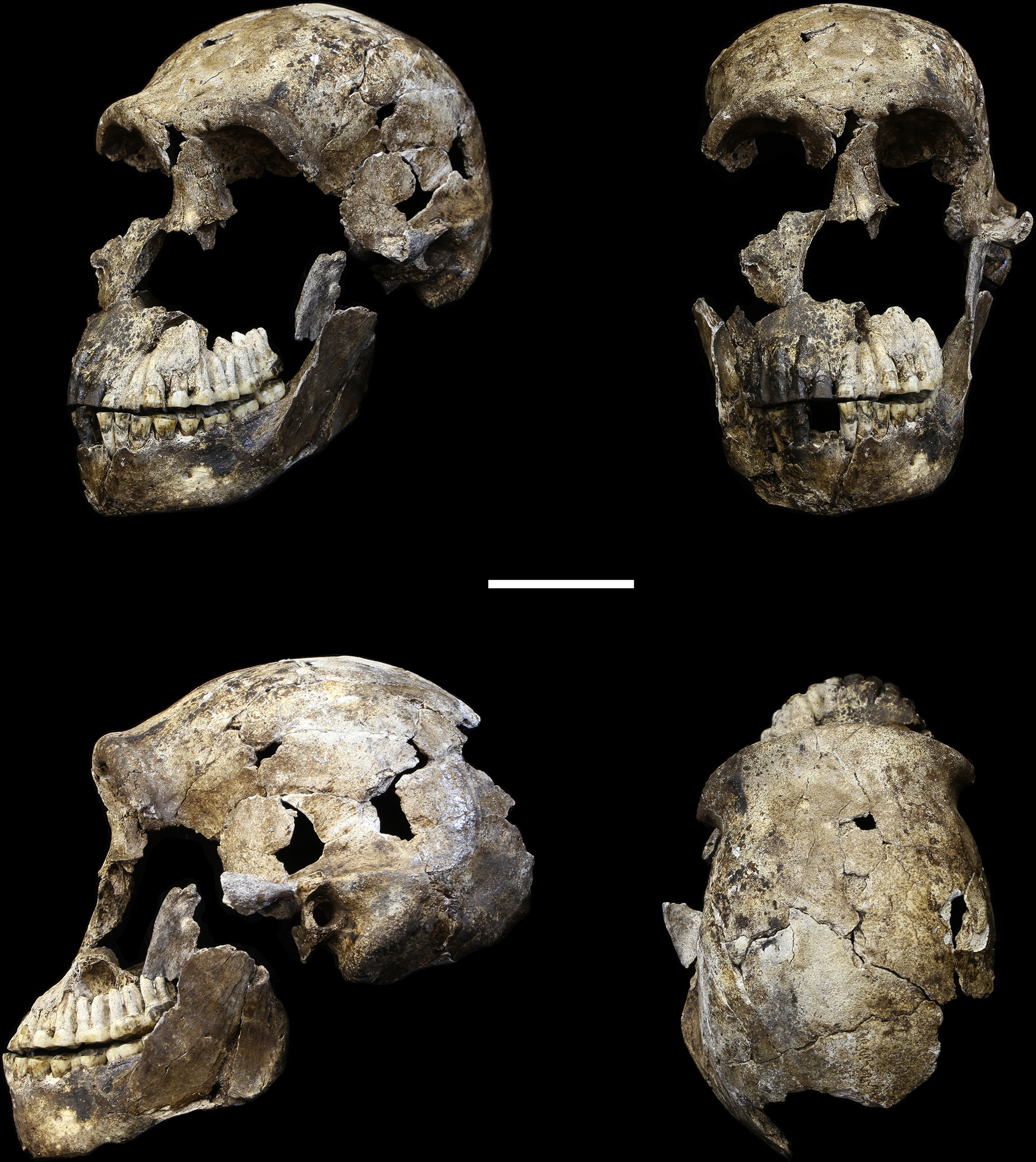
Hộp sọ mã LES1 nhìn từ bốn phía

Hai hộp sọ nam giới H. naledi từ buồng Dinaledi có thể tích rơi vào tầm 560 cm3 (34 in khối), và hai hộp sọ nữ giới có thể tích tầm 465 cm3 (28,4 in khối). Thể tích một hộp sọ nam giới H. naledi từ buồng Lesedi là 610 cm3 (37 in khối). Thể tích sọ của các mẫu vật tại Buồng Dinaledi rất gần với australopithecine; để đối chiếu, thể tích sọ H. erectus trung bình vào khoảng 900 cm3 (55 in khối) và thể tích sọ người hiện đại, lần lượt đối với nam và nữ, trung bình vào khoảng 1.270 và 1.130 cm3 (78 và 69 in khối). Trái lại, thể tích sọ của mẫu vật tại Buồng Lesedi lại giống với H. habilis và H. e. georgicus hơn. Chỉ số hình thành não bộ (encephalization quotient) của H. naledi được ước tính đạt mức 3,75; tức ngang bằng H. floresiensis song thấp hơn mọi loài Homo khác. Chỉ số hình thành não bộ của các Homo đương thời đều trên 6, riêng H. e. georgicus đạt 3,55 và A. africanus đạt 3,81. Không rõ đặc điểm não nhỏ đây được lưu tồn từ tổ tiên chung cuối cùng của chi Homo với H. naledi, hay đây đơn thuần là sự tiến hóa thứ cấp diễn ra sau sự phân tách.
Dẫu vậy, hình dạng hộp sọ vẫn mang các đặc điểm của Homo, chẳng hạn: nó khá thon, có các thùy thái dương/thùy chẩm, và không hẹp lại sau hốc mắt. Hình thái thùy trán giống ít nhiều một bộ não Homo điển hình bất kể kích thước, khác hẳn với chi Australopithecus. Vùng này của não bộ liên quan đến khả năng sản xuất công cụ, phát triển ngôn ngữ và tập tính xã hội.
Giống với người hiện đại nhưng khác những hominin hóa thạch (bao gồm các australopithecine Nam Phi, H. erectus và người Neanderthal), răng hàm thứ 2 vĩnh viễn của người Nadeli mọc tương đối muộn hơn trong đời. Nó mọc cùng thời điểm với răng tiền hàm thay vì mọc trước đó, điều này cho thấy họ trưởng thành chậm hơn đáng kể so với người hiện đại. Tốc độ hình thành răng cửa khá giống người hiện đại. Kích thước và hình dạng tổng thể của răng hàm tương đồng với ba mẫu vật Homo chưa xác định loài tại Swartkrans và Động Koobi Fora ở Đông Phi, và kích thước tương tự (hình dạng không tương tự) với H. sapiens thế Canh Tân. Cổ răng hàm tương tự theo tỉ lệ với A. afarensis và Paranthropus.
Không giống như người hiện đại và các loài Homo đương thời, H. naledi thiếu một số đặc điểm răng phụ trợ. Bên cạnh đó, nhiều cá thể sở hữu đặc điểm núm metacone (đường giữa phía lưỡi) và hypocone (bên phải phía môi) trên răng hàm thứ 2 và thứ 3, và một núm hình chữ Y (đường gờ ở bên môi về phía má) trên cả 3 răng hàm. Tuy nhiên, H. naledi vẫn sở hữu nhiều đặc điểm nha khoa tương đồng so với các Homo đương thời.
Xương đe của H. naledi giống với tinh tinh, khỉ đột, và Paranthropus hơn là  Homo. Giống như H. habilis và H. erectus, H. naledi sở hữu một gờ lông mày với một đường hở ở ngay phía trên, và giống với ở H. erectus, một búi chẩm lồi ra rất rõ ở phía sau sọ. Mặt của H. naledi có nhiều điểm tương đồng với mặt của H. rudolfensis.

### Thể hình

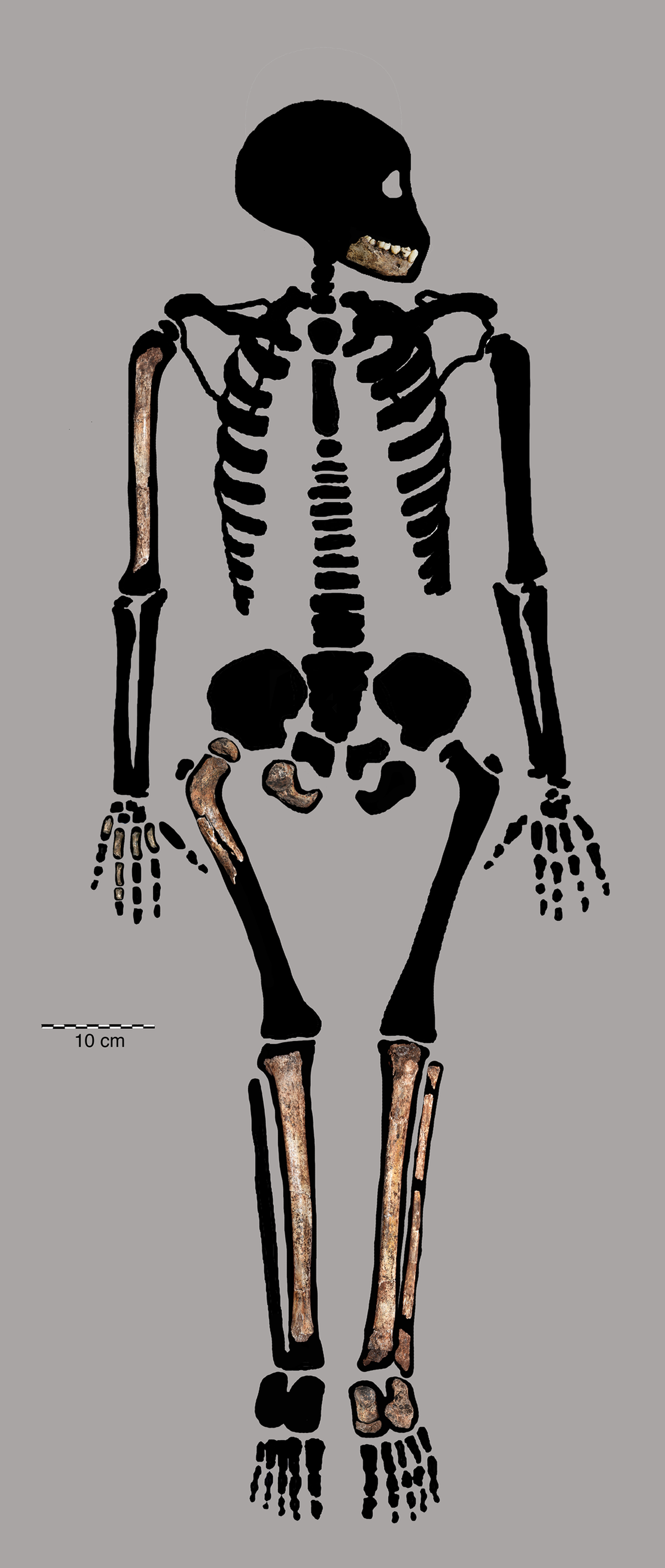
Phục dựng khung xương của cá thể chưa trưởng thành DH7 – Thang đo 10 cm

Các cá thể H. naledi có chiều cao trung bình ước tính vào khoảng 143,6 cm (4 ft 9 in) và cân nặng trung bình ước tính vào khoảng 39,7 kg (88 lb). Khối lượng cơ thể này rơi vào tầm chuyển tiếp, tức là nặng hơn Australopithecus và nhẹ hơn Homo. Giống các Homo khác, H. naledi đực và cái hầu như có kích thước cơ thể tương đương nhau, trong đó cá thể đực trung bình to hơn 20% cá thể cái. Xét về khung xương, cá thể chưa trưởng thành mang mã số DH7 có tốc độ tăng trưởng tuân theo các quỹ đạo giống vượn của mẫu MH1 (A. sediba) và cậu bé Turkana (H. ergaster). Tuy nhiên, bởi vì quá trình phát triển răng H. naledi rất giống người hiện đại, ta không thể loại bỏ trường hợp tốc độ tăng trưởng của họ chậm hơn thế. Nếu chấp nhận giả thuyết tốc độ tăng trưởng nhanh, DH7 qua đời khi 8–11 tuổi, song nếu áp dụng tốc độ tăng trưởng chậm, DH7 qua đời khi 11–15 tuổi.
Xét về cột sống, chỉ có hai mẫu đốt sống ngực thứ 10 và 11 được bảo quản (dường như thuộc về cùng một cá thể), và có kích thước tương đối giống với đốt sống ngực của Homo, tuy nhiên về kích thước tuyệt đối thì thuộc hàng rất nhỏ trong số các hominin. Các mỏm theo hướng giải phẫu ngang của đốt sống rất giống với của người Neanderthal. Các kênh thần kinh bên trong to tương đối, giống như ở người hiện đại, người Neanderthal, và H. e. georgicus. Xương sườn thứ 11 thẳng tắp như của A. afarensis, còn xương sườn thứ 12 tráng kiện xét theo tiết diện như của người Neanderthal. Giống như người Neanderthal, xương sườn thứ 12 dường như có chức năng nâng đỡ các cơ liên sườn nằm ở phía trên, cũng như tạo chỗ bám cho một cơ vuông thắt lưng khỏe mạnh bên dưới. Khác người Neanderthal, cơ hoành không được gia cố vững vàng. Nhìn tổng thể, mẫu vật H. naledi này dường như nhỏ con hơn đại diện tới từ các loài Homo khác, song mẫu vật này có điển hình cho loài của nó hay không vẫn là một vấn đề chưa rõ.
Phần vai của H. naledi rất giống với các australopithecine; theo đó, xương bả vai nằm cao hơn trên lưng và cách đường giữa một đoạn khá xa, trong khi đó thì các xương đòn rất ngắn và ống tay có khả năng xoắn theo trục rất kém. Vị trí vai và xương đòn cao chứng tỏ phần ngực hẹp. Xương chậu và chân của H. naledi giống Australopithecus ở nhiều điểm, bao gồm các cổ xương đùi dẹp theo trục mặt-lưng (anterposterior), các xương chày dẹp theo trục trái-phải (mediolateral), và một cổ xương mác khá tròn; những đặc điểm trên cũng ám chỉ một khoang bụng rộng. Sự kết hợp này không cho phép H. naledi chạy bền, trái ngược với loài chị em H. erectus và các hậu duệ. Thay vào đó, H. naledi dường như thích ứng với lối sống leo trèo trên cây.

### Chi vận động
Xương đốt bàn tay của ngón cái, vận dụng trong hành động cầm và di chuyển vật thể, rất phát triển và có các cạnh sống khỏe nhằm hỗ trợ cơ đối ngón tay cái (opponens pollicis muscle) điều khiển hoạt động nắm kẹp chính xác (precision-pinch gripping), và cơ mô cái. Đặc điểm này rất điển hình của chi Homo và khác biệt hoàn toàn so với Australopithecus. Cơ gấp dài ngón cái (flexor pollicis longus muscle) của H. naledi có vẻ khỏe như người hiện đại, với lòng bàn tay và đầu ngón giống người, đóng vai trò quan trọng trong hoạt động nắm chắc giữa ngón cái và các ngón khác. Không giống ở Homo, đốt bàn tay dưới ngón cái của H. naledi khá nhỏ khi so với chiều dài tổng thể của ngón cái, đồng thời đốt ngón cái cũng có hình dạng bẹt hơn. Đốt đầu ngón cái rất chắc khỏe, và có kích thước tương đương với của H. habilis và P. robustus.
Các đốt bàn tay của các ngón khác chia sẻ thích ứng giống với người hiện đại và người Neanderthal, cũng có khả năng khum lại thành hình chén và di chuyển đồ vật, đồng thời đốt cổ tay tựu trung cũng rất giống với người hiện đại và người Neanderthal. Trái lại, đốt tay gần khá cong và giống hệt đốt tay của A. afarensis và H. habilis, đặc điểm mà có lẽ rất hữu dụng cho hoạt động leo trèo trên cây. Độ cong đốt tay thể hiện rõ hơn ở các cá thể trưởng thành, chứng tỏ chúng leo trèo thường xuyên hoặc nhiều hơn các cá thể trẻ tuổi. Ngón tay của H. naledi dài hơn (tương đối) các hominin hóa thạch khác, ngoại trừ Ardipithecus ramidus và một di cốt người hiện đại ở hang Qafzeh, Israel.
H. naledi là loài đi đứng bằng hai chân. Điển hình của chi Homo, xương của chúng có vùng gài cơ mông chắc chắn, đường ráp xương đùi rõ nét, xương bánh chè dày, xương chày dài, và xương mác mảnh khảnh; những đặc điểm mà cho thấy chúng có khả năng đi bộ đường dài. Bàn chân của H. naledi rất giống người hiện địa và các Homo khác, theo đó đều thể hiện các thích ứng phù hợp cho năng lực đi đứng bằng hai chân và bước sải giống người. Xương gót có độ định hướng thấp giống như ở các loài vượn lớn không phải người. Hơn nữa, độ dốc của xương sên cũng thấp, có lẽ chỉ ra rằng bàn chân chúng sẽ trở nên cứng hơn trong giai đoạn tạm đứng trước lúc nhấc chân lên khỏi mặt đất khi đi bộ.

## Bệnh lý học
Hàm dưới bên phải của cá thể trưởng thành U.W. 101-1142 bị thương tổn, dường như là bởi một khối u lành tính. Cá thể này lúc sống sẽ cảm thấy khó chịu ở vùng hàm bị sưng phù, song vị trí khối u gần cơ chân bướm trong (quanh khớp hàm) có lẽ đã cản trợ sự vận động cơ và làm biến đổi độ nâng của phía bên phải hàm.
Các bệnh lý về răng ở các mẫu vật H. naledi trong khoảng 1.6–2.8 hoặc 4.3–7.6 tháng tuổi nhiều khả năng phát sinh do các yếu tố stress thời tiết (nhiệt độ cực đoan vào mùa hè và mùa đông thường khiến cho nguồn thực phẩm khan hiếm). Nhiệt độ mùa đông cực tiểu trung bình ở khu vực này là vào khoảng 3 °C (37 °F) và hoàn toàn có thể tụt xuống âm độ. Việc giữ ấm cho các cá thể H. naledi non sẽ thực sự là một thách thức lớn và thời tiết mùa đông sẽ làm tăng sự mẫn cảm đối với các dịch bệnh về đường hô hấp. Các yếu tố stress môi trường trùng khớp với các đợt cúm mùa hiện nay ở Nam Phi, cao điểm là vào mùa đông, và tần suất nhập viện nhi khoa do tiêu chảy thường đạt mức cao nhất vào cao điểm của mùa mưa trong hè.

## Văn hóa

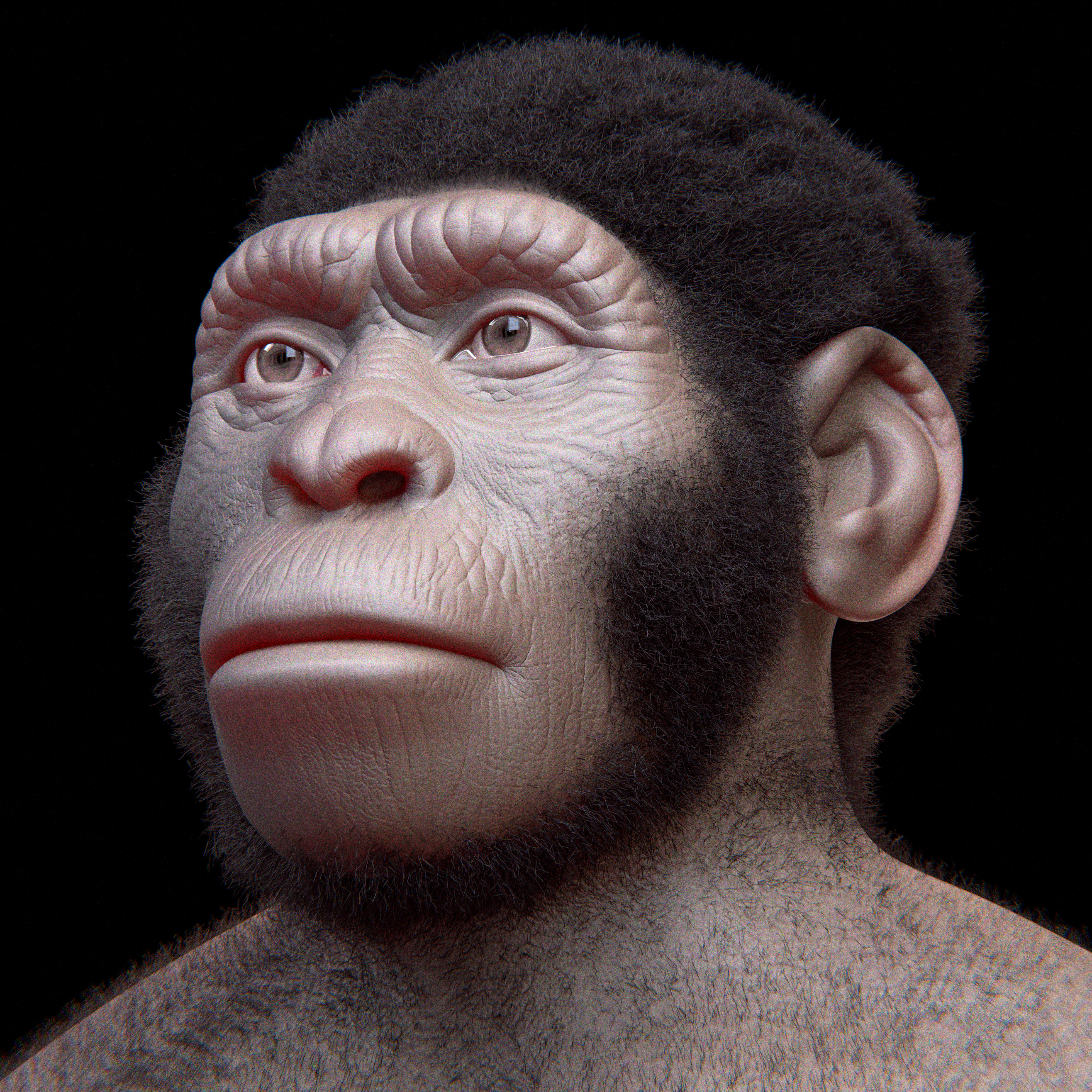
Phỏng dựng khuôn mặt của Homo naledi

### Thức ăn
Mạt răng và vết mòn răng cho thấy H. naledi thường xuyên ăn các vật thể cứng nhỏ như bụi và đất, và kiểu mẫu bào mòn dạng chén phía sau răng có lẽ bắt nguồn từ sự va chạm của các hạt sạn nhỏ li ti lẫn trong các loại củ rễ mà họ tiêu thụ. Ngoài ra, khí hậu khô cằn có thể quấy trộn hạt lên đồ ăn, phủ lên chúng bụi cát. Họ có vẻ thường xuyên tiêu thụ các loại đồ ăn cứng và to như hạt đã được băm nhỏ trước khi cho vào mồm.
H. naledi chiếm hữu một ổ sinh thái khá độc đáo khi so với các hominin Nam Phi tiền thân. Giống như Australopithecus và Paranthropus, răng của cả ba đều thích ứng cho việc tạo lực bạt ngang để nhai nghiền thực vật hoặc sợi thực vật. Răng của các Homo khác không có khả năng tạo lực hiệu quả như vậy có lẽ vì họ đã biết cách xử lý và nấu đồ ăn trước khi tiêu thụ.

### Kỹ nghệ
H. naledi có khả năng chế tác các kỹ nghệ đặc trưng của thời đại đồ đá cũ (kỹ nghệ Acheul và có lẽ là cả kỹ nghệ Oldowan) hoặc đồ đá giữa vì bàn tay của họ đã tiến hóa các thích ứng cho việc cầm nắm. H. naledi là loài người duy nhất được phát hiện tại khu vực Highveld, Nam Phi, với niên đại về thời đại đồ đá giữa. Theo bối cảnh này, những kỹ nghệ và kỹ thuật cắt đá như vậy đã tiến hóa độc lập vô số lần trong các loài và quần thể Homo riêng lẻ, hoặc cũng có thể những người sáng chế đã lan truyền các kỹ nghệ đó và được các thế hệ sau tiếp thu thông qua học tập.

### Táng tục

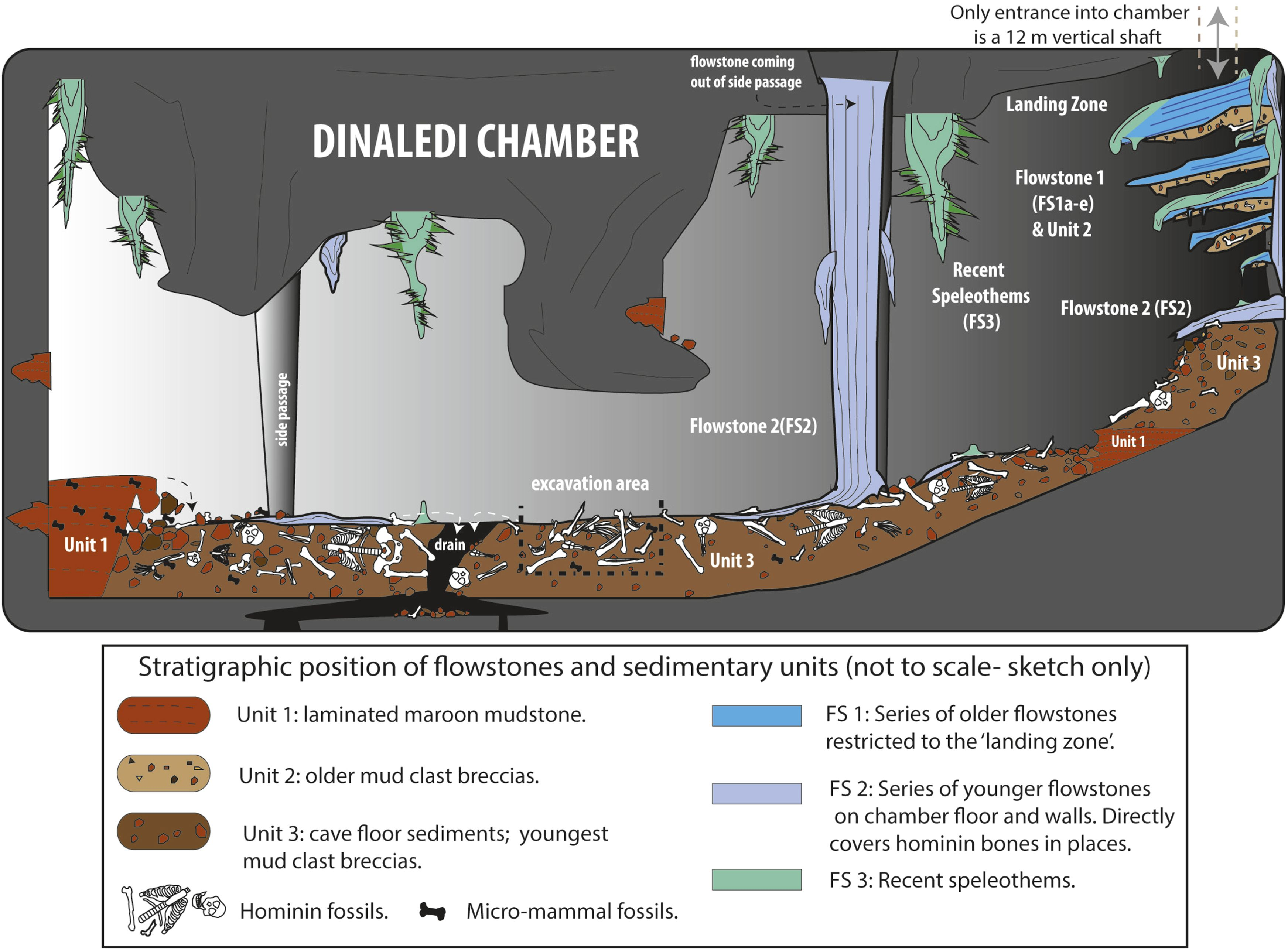
Minh họa Buồng Dinaledi bên trong Hang Rising Star

Năm 2015, nhóm nghiên cứu khảo cổ của Paul Dirks và Berger kết luận rằng những cái xác của loài H. naledi đã được đưa vào trong hang một cách có chủ ý, bởi lẽ di hài ban đầu của họ dường như nguyên vẹn. Hoàn toàn không có bất kỳ một bằng chứng nào cho thấy những cái xác này bị ném xuống hay bị động vật ăn thịt tấn công, và nhìn chung thì tất cả các mẫu vật đều được bảo quản trong điều kiện rất tốt. Thú ăn thịt không thể nào tiến sâu như vậy vào hang vì hệ thống hầm hang rất kín đáo. Nơi đây cũng chưa bao giờ bị lụt, loại bỏ giả thuyết những cái xác bị cuốn trôi vào hang do lũ quét.
Không có hố sụt nào bên trong hang mà có thể khiến cho những người này vô tình ngã xuống, và hoàn toàn không có bằng chứng nào cho thấy họ chết do gặp phải tai nạn. Nhóm nghiên cứu cho rằng, có lẽ những cái xác đã được thả xuống dốc và đáp đất một cách nhẹ nhàng vì tốc độ rơi bị hãm lại bởi chướng ngại vật và điểm thắt hẹp của hang, hoặc đơn thuần là do mặt đất bùn nhão khiến cú rơi không gây tổn thương gì tới cơ thể. Dù gì đi chăng nữa, những người đưa xác vào hang chắc chắn đã phải cầm theo đuốc. Ngoài ra, địa điểm này có vẻ thường xuyên được dùng làm nơi mai táng vì di cốt trong hang không đồng đều về mặt thời gian.
Năm 2016, nhà cổ nhân học Aurore Val phản biện quan điểm cho rằng điều kiện bảo quản tốt trong hang là do xác đã được ướp trước khi được đặt vào hang và sự thiếu hụt các đầu xương dài là bằng chứng cho thấy họ đã bị ăn thịt. Bà cho rằng việc loại trừ yếu tố thiên tai lũ lụt là chưa thỏa đáng. Ngoài ra, bà cũng xác định được thêm nhiều vết tổn thương gây ra bởi bọ cánh cứng, ấu trùng, và ốc sên, những yếu tố mà đóng vai trò tiên khởi trong quá trình phân hủy xác người. Buồng hang không phải là môi trường lý tưởng cho ốc sên, đồng thời cũng không có vỏ ốc nào được thu thập tại đó, điều này ám chỉ những cái xác đã trải qua quá trình phân hủy trước khi được đặt vào trong hang.
Năm 2017, Dirks, Berger, và đồng nghiệp tái khẳng định rằng không hề có bằng chứng về dòng chảy xiết trong hang, và nhiều khả năng những cái xác đã được đặt vào trong một cách có chủ ý. Họ suy đoán rằng những loài Homo khác, tổ tiên con người chẳng hạn, đã đưa những cái xác này vào hang thay vì bởi chính đồng loài, song họ chưa loại bỏ hoàn toàn khả năng H. naledi biết táng tục. Họ đề xuất rằng việc đặt xác vào trong buồng là nhằm mục đích xua đuổi thú ăn xác khỏi những nơi quần cư hoặc đơn thuần là hệ quả của các hành vi bậc cao như đồng cảm và luyến tiếc.
Năm 2018, nhà nhân học Charles Egeland và đồng nghiệp lặp lại phát biểu của Val và khẳng định rằng không thể có chuyện một loài hominid sơ khai như vậy lại có khả năng tưởng tượng về thế giới bên kia. Thay vào đó, ông và đồng nghiệp cho rằng hiện tượng này có thể so sánh với hiện tượng xác khỉ đầu chó chất đống trong hang động vì chết theo lẽ tự nhiên hoặc vì bị báo tha vào.
Năm 2021, sau khi phân tích xương cốt của các cá thể chưa trưởng thành, Juliet Brophy và Berger cho rằng di cốt H. naledi có thể đã bị động chạm bởi một số loài người khác. Nếu đúng, Homo naledi sẽ là trường hợp chôn cất sớm nhất của hominid. Tuy vậy, nghiên cứu này hiện đang bị tranh cãi.

## Thư viện ảnh
Yếu tố di cốt
- (A,B) Hai bên sọ 
 được phục dựng kỹ thuật số
- Hàm dưới của
LES1 (trái) và DH1 (phải)
- Hàm trên của
LES1 (trái) và DH1 (phải)
- (A,B,C,D) Một mẫu hàm dưới nhìn từ nhiều phía
- Một mẫu xương đòn nhìn từ nhiều phía
- Một mẫu xương cánh tay nhìn từ nhiều phía
- Một mẫu xương trụ nhìn từ nhiều phía
- Các đốt bàn tay của nhiều cá thể, từng cái được gán tên riêng
- Một mẫu đốt sống ngực thứ 10 nhìn từ nhiều phía
- Một mẫu đốt sống ngực thứ 11 nhìn từ nhiều phía
- (A,B) Xương chậu, (C,D) xương cùng của cá thể cận trưởng thành, (E,F) đốt háng
- Một mẫu xương đùi nhìn từ nhiều phía
- (A,B,C,D) Một mẫu xương chày nhìn từ nhiều phía
- Các xương gót của nhiều cá thể, từng cái được gán tên riêng
- (1) bàn chân phải của cá thể cận trưởng thành, (2) bàn chân trái của cá thể trẻ, (3,4) bàn chân trái của cá thể trưởng thành, (5) bàn chân phải của cá thể trẻ